# Donax variabilis
La almeja frijol (Donax variabilis) pertenece a la clase Bivalvia de moluscos. Viven exclusivamente en medio acuático, con una forma corporal de simetría bilateral, comprimida lateralmente y una concha de dos valvas (bivalva) que, en general, es bastante grande para admitir al animal completo. 

## Clasificación y descripción
Es un molusco que pertenece a la clase Bivalvia; orden Veneroida (Cardiida); familia Donacidae. Se caracteriza por tener una concha pequeña de unos 20 mm; de color variable, puede ser blanco, amarillo, rosa, púrpura o azul, con rayos de colores más obscuros, muy brillante, especialmente en el interior. Margen ventral de las valvas recto y casi paralelo al margen dorsal; extremo anterior adelgazado y comúnmente liso, pero al microscopio muestran grabaduras y líneas radiales en la parte media de las valvas; hacia el extremo posterior aparecen pequeños cordones radiales que se van incrementando. Margen interno de las valvas con pequeñas denticulaciones.
El sistema circulatorio está formado por un corazón con dos aurículas. El sistema nervioso carece de particularidad alguna (ganglionar). La respiración es branquial. La cabeza es reducida hasta la parte branquial, faltando la región faríngea y la rádula. En general se alimentan filtrando agua. Los bivalvos son animales predominantemente de sexos separados, rara vez hermafroditas. La fecundación tiene lugar de manera libre en el agua o bien en la cavidad del manto.

## Distribución
Se encuentra desde las costas de Florida, Texas, Tamaulipas, Veracruz, hasta Yucatán y Quintana Roo.

## Ecología
Son fuente de alimento para aves de costa, peces y humanos. Además la abundancia de estos organismos es un indicador de la capacidad de la costa de sostener vida. Una playa con gran cantidad de estos bivalvos indica una playa saludable debido a la presencia de arena natural y la ausencia del factor humano.